# 이르지 바르토슈카
이르지 바르토슈카(체코어: Jiří Bartoška, 1947년 3월 24일 ~ 2025년 5월 8일)는 체코의 배우, 영화 프로듀서이다.

## 영화
- 디 앤젤 오브 더 로드 2 (2016년)
- 더 울프 프롬 로얄 빈야드 스트릿 (2016년)
- 더 타이거 띠어리 (2016년)
- 엔젤 오브 더 로드 (2005년)
- 롱 사이드 업 (2005년)
- 세칼 (1997년)
- 가족의 문제 (1990년)